# Basketball-Afrikameisterschaft 2017
Die Basketball-Afrikameisterschaft 2017 (kurz: AfroBasket 2017) war die 29. Austragung dieses Turniers.
Sie fand vom 8. bis 16. September 2017 in der tunesischen Hafenstadt Radès am Rande der Hauptstadt Tunis sowie in der senegalischen Hauptstadt Dakar statt.

## Teilnehmer
Direkt qualifiziert war nur der Titelverteidiger der Afrikameisterschaft 2015:
- Nigeria

Als Gewinner der Qualifikationen innerhalb der sieben verschiedenen Zonen der FIBA Afrika nahmen folgende Mannschaften teil:
- Marokko – Zone 1
- Tunesien – Zone 1
- Senegal – Zone 2
- Mali – Zone 2
- Elfenbeinküste – Zone 3
- Kamerun – Zone 4
- Demokratische Republik Kongo – Zone 4
- Ägypten – Zone 5
- Uganda – Zone 5
- Angola – Zone 6 und 7
- Mosambik – Zone 6 und 7
- Südafrika – Zone 6 und 7

Als Gewinner eines Qualifikationsturniers nahm teil:
- Zentralafrikanische Republik

Zusätzlich vergab die FIBA Afrika drei Wildcards an:
- Guinea
- Ruanda

## Modus
Beim Turnier wurde eine Vorrunde in vier Gruppen zu je vier Mannschaften als Rundenturnier ausgetragen.
Zu Beginn der K.-o.-Runden trafen im Viertelfinale die vier Gruppenbesten gegen die vier Gruppenzweiten an.

## Vorrunde
Die Spiele der Vorrunde fanden zwischen dem 8. und dem 10. September 2017 statt.

### Gruppe A
| Nation            | Sp | S | N | P+  | P-  |       | Nigeria | Kongo Demokratische Republik | Mali  | Elfenbeinküste |
| ----------------- | -- | - | - | --- | --- | ----- | ------- | ---------------------------- | ----- | -------------- |
| 1. Nigeria        | 3  | 2 | 1 | 245 | 227 | *     | 77:83   | —                            | 78:77 |                |
| 2. DR Kongo       | 3  | 2 | 1 | 246 | 224 | —     | *       | 82:87                        | —     |                |
| 3. Mali           | 3  | 2 | 1 | 246 | 235 | 67:90 | —       | *                            | 92:63 |                |
| 4. Elfenbeinküste | 3  | 0 | 3 | 200 | 251 | —     | 60:81   | —                            | *     |                |

### Gruppe B
| Nation           | Sp | S | N | P+  | P-  |       | Marokko | Angola | Zentralafrikanische Republik | Uganda |
| ---------------- | -- | - | - | --- | --- | ----- | ------- | ------ | ---------------------------- | ------ |
| 1. Marokko       | 3  | 3 | 0 | 215 | 189 | *     | 60:53   | —      | 79:70                        |        |
| 2. Angola        | 3  | 2 | 1 | 213 | 191 | —     | *       | 66:44  | 94:89 n. V.                  |        |
| 3. Zentralafrika | 3  | 1 | 2 | 165 | 196 | 66:76 | —       | *      | —                            |        |
| 4. Uganda        | 3  | 0 | 3 | 213 | 230 | —     | —       | 54:57  | *                            |        |

### Gruppe C
| Nation      | Sp | S | N | P+  | P-  |       | Tunesien | Kamerun | Ruanda | Guinea-a |
| ----------- | -- | - | - | --- | --- | ----- | -------- | ------- | ------ | -------- |
| 1. Tunesien | 3  | 2 | 1 | 210 | 170 | *     | 68:51    | —       | 64:59  |          |
| 2. Kamerun  | 3  | 2 | 1 | 228 | 199 | —     | *        | —       | 96:54  |          |
| 3. Ruanda   | 3  | 1 | 2 | 212 | 214 | 60:78 | 77:81    | *       | —      |          |
| 4. Guinea   | 3  | 0 | 3 | 168 | 235 | —     | —        | 55:75   | *      |          |

### Gruppe D
| Nation       | Sp | S | N | P+  | P-  |       | Senegal | Agypten | Mosambik | Zentralafrikanische Republik |
| ------------ | -- | - | - | --- | --- | ----- | ------- | ------- | -------- | ---------------------------- |
| 1. Senegal   | 3  | 3 | 0 | 250 | 145 | *     | —       | 80:49   | 83:44    |                              |
| 2. Ägypten   | 3  | 2 | 1 | 197 | 185 | 52:87 | *       | —       | 70:51    |                              |
| 3. Mosambik  | 3  | 1 | 2 | 163 | 216 | —     | 47:75   | *       | —        |                              |
| 4. Südafrika | 3  | 0 | 3 | 156 | 220 | —     | —       | 61:67   | *        |                              |

## Finalrunde
Die Spiele der Finalrunde fanden zwischen dem 14. und 16. September 2017 statt.
| Viertelfinale 14. September | Viertelfinale 14. September | Viertelfinale 14. September |    |         | Halbfinale 15. September | Halbfinale 15. September | Halbfinale 15. September |                  |                  | Finale 16. September | Finale 16. September | Finale 16. September |
|                             |                             |                             |    |         |                          |                          |                          |                  |                  |                      |                      |                      |
| A1                          | Nigeria                     | 106                         |    |         |                          |                          |                          |                  |                  |                      |                      |                      |
| C3                          | Kamerun                     | 91                          |    |         |                          |                          |                          |                  |                  |                      |                      |                      |
|                             |                             |                             | A1 | Nigeria | 76                       |                          |                          |                  |                  |                      |                      |                      |
|                             |                             |                             |    | D1      | Senegal                  | 71                       |                          |                  |                  |                      |                      |                      |
| D1                          | Senegal                     | 66                          |    |         |                          |                          |                          |                  |                  |                      |                      |                      |
| B2                          | Angola                      | 57                          |    |         |                          |                          | Endspiel                 | Endspiel         | Endspiel         |                      |                      |                      |
|                             |                             |                             | A1 | Nigeria | 65                       |                          |                          |                  |                  |                      |                      |                      |
|                             |                             |                             |    | C1      | Tunesien                 | 77                       |                          |                  |                  |                      |                      |                      |
| B1                          | Marokko                     | 66                          |    |         |                          |                          |                          |                  |                  |                      |                      |                      |
| D2                          | Ägypten                     | 62                          |    |         |                          |                          |                          |                  |                  |                      |                      |                      |
|                             |                             |                             | B1 | Marokko | 52                       |                          |                          |                  |                  |                      |                      |                      |
|                             |                             |                             |    | C1      | Tunesien                 | 60                       |                          | Spiel um Platz 3 | Spiel um Platz 3 | Spiel um Platz 3     |                      |                      |
| C1                          | Tunesien                    | 81                          |    |         |                          | D1                       | Senegal                  | 73               |                  |                      |                      |                      |
| A2                          | DR Kongo                    | 60                          |    |         |                          |                          | B1                       | Marokko          | 62               |                      |                      |                      |
|                             |                             |                             |    |         |                          |                          |                          |                  |                  |                      |                      |                      |